# Stara Łomża przy Szosie
Stara Łomża przy Szosie – wieś w Polsce położona w województwie podlaskim, w powiecie łomżyńskim, w gminie Łomża.
Wierni kościoła rzymskokatolickiego należą do parafii św. Andrzeja Boboli w Łomży.

## Historia
W latach 1921–1939 wieś i folwark Stara Łomża leżała w województwie białostockim, w powiecie łomżyńskim, w gminie Kupiski.
Według Powszechnego Spisu Ludności z 1921 roku zamieszkiwało:
- wieś – 74 osoby, 69 było wyznania rzymskokatolickiego a 5 mojżeszowego. Jednocześnie 65 mieszkańców zadeklarowało polską przynależność narodową a 5 żydowską. Było tu 14 budynków mieszkalnych
- folwark Stara Łomża – 76 osób w 7 budynkach mieszkalnych[8].

Miejscowość należała do parafii rzymskokatolickiej w Łomży. Podlegała pod Sąd Grodzki i Okręgowy w Łomży; właściwy urząd pocztowy mieścił się w Łomży.
W wyniku napaści ZSRR na Polskę we wrześniu 1939 miejscowość znalazła się pod okupacją sowiecką. Od 22 lipca 1941 do 1945 włączona w skład Landkreis Lomscha, Bezirk Bialystok III Rzeszy.
W latach 1975–1998 miejscowość administracyjnie należała do województwa łomżyńskiego.